# Marija Wassiljewna Pawlowa

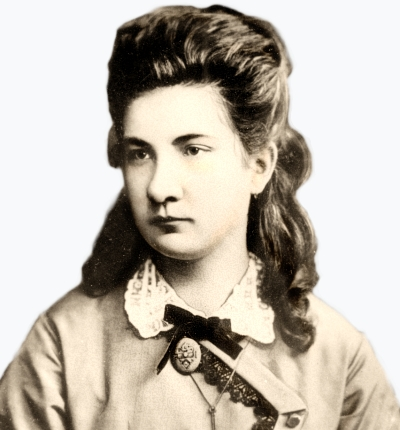
Marija Wassiljewna Illitsch-Schischazkaja (1874)

Marija Wassiljewna Pawlowa, geborene Gortynskaja (russisch Мария Васильевна Павлова, Geburtsname russisch Мария Васильевна Гортынская; * 15. Junijul. / 27. Juni 1854greg. in Koselez; † 23. Dezember 1938 in Moskau), war eine russische Paläontologin und Hochschullehrerin.

## Leben
Marija Gortynskajas Vater war der Arzt Wassili Stepanowitsch Gortynski. Sie besuchte das Kiewer Institut für adlige Mädchen mit Abschluss 1870 und gab dann Privatunterrichtsstunden für Kinder aus armen Familien. 1871 heiratete sie den Landarzt N. N. Illitsch-Schischazki und zog mit ihm nach Astrachan. 1880 starb Illitsch-Schischazki an Typhus.
Im Jahr 1884 begann Marija Gortynskaja das Studium an der Universität von Paris. Unter Jean Albert Gaudrys Leitung studierte sie die Sammlungen im Muséum national d’histoire naturelle. Sie lernte den Magister Alexei Petrowitsch Pawlow kennen, der zu wissenschaftlichen Zwecken aus Moskau gekommen war. Sie bestand die Abschlussprüfungen und kehrte nach Tschernihiw zurück. Anfang 1886 kam sie auf Einladung Pawlows nach Moskau und arbeitete im Geologie-Museum der Universität Moskau (MGU) und bei den gymnasiumsähnlichen Ljubanka-Kursen für Frauen. Im Mai 1886 heiratete sie Pawlow.
1887 veröffentlichte Marija Pawlowa ihren Aufsatz über die Evolution der fossilen Huftiere als erste Ausgabe der Этюды по палеонтологической истории копытных (Studien zur Paläontologiegeschichte der Huftiere), die sie 20 Jahre lang herausgab. 1888 wurde sie Mitglied der Moskauer Gesellschaft der Naturforscher (MOIP).
1911 wurde sie Professorin an der 1908 eröffneten Städtischen Moskauer Schanjawski-Volksuniversität. Ihre Vorlesungen wurden auch von Studenten der MGU besucht. 1916 gelang es den Professoren der Schanjawski-Volksuniversität, Pawlowa zum Doktor der Zoologie promovieren zu dürfen.
Nach der Oktoberrevolution lehrte Pawlowa als erste Professorin an der MGU, deren Lehrstuhl für Paläontologie sie gründete und leitete. Sie wurde 1921 zum Vollmitglied der Allukrainischen Akademie der Wissenschaften und 1925 zum Korrespondierenden Mitglied der Akademie der Wissenschaften der UdSSR gewählt; 1930 wurde sie Ehrenmitglied der Akademie. 1922 beschrieb sie die den Nashörnern verwandte ausgestorbene Art Indricotherium transouralicum, die dann als Paraceratherium transouralicum bekannt wurde. Auf der Grundlage ihrer Vorlesungen entstand der zweibändige Kurs über Paläozoologie, den sie 1928–1929 veröffentlichte. Das Geologie-Museum der MGU wurde 1926 nach Marija Pawlowa und Alexei Pawlow benannt (jetzt Staatliches Wernadski-Geologie-Museum der Russischen Akademie der Wissenschaften).
Pawlowa führte grundlegende Arbeiten zur Geschichte der Huftiere und Rüsseltiere durch, wobei die Pferde und Elefanten im Mittelpunkt standen. Ihre Untersuchungen fossiler Wirbeltiere setzten die Arbeiten Wladimir Onufrijewitsch Kowalewskis fort. Sie beschrieb zahlreiche fossile Säugetiere, die auf dem Gebiet der UdSSR gefunden wurden. Zusammen mit ihrem Mann baute sie im Geologie-Museum der MGU eine große paläontologische Abteilung auf, in der sie bis 1935 arbeitete.
Marija Pawlowa wurde auf dem Moskauer Nowodewitschi-Friedhof begraben.

## Ehrungen, Preise
- Gaudry-Goldmedaille der Société géologique de France (1926 zusammen mit Alexei Petrowitsch Pawlow)
- Verdienter Wissenschaftler der RSFSR (1928)[3]
- Ehrenmitglied der Akademie der Wissenschaften der UdSSR (1930)[4]